# Roodehaan (Groningen)
Roodehaan is een gehucht in de gemeente Groningen in de provincie Groningen in Nederland. Het ligt aan het Winschoterdiep tegen de grens met de gemeente Midden-Groningen. Iets naar het noordwesten, ten zuidoosten van Euvelgunne, lag vroeger het gehucht Oude Roodehaan, dat echter grotendeels is gesloopt voor de uitbreiding van een bedrijventerrein. Samen met Middelbert, Engelbert en Euvelgunne wordt Roodehaan ook aangeduid als een van de MEER-dorpen. Het gehucht is vernoemd naar herberg 'De Roode Haan', die hier vroeger aan het Winschoterdiep stond.
Het gehucht lag oorspronkelijk aan de Hunze. Rond 1400 werd al een begin gemaakt met de aanleg van het latere Winschoterdiep tot aan de Hunze bij Roodehaan. De oude loop van de Hunze is hier sindsdien geheel verzand maar nog duidelijk terug te vinden in het landschap. Ondanks het grotendeels dichtbouwen van het landschap zijn er nog sporen te vinden van de oude loop in de Hunzezone, een ecologisch groen gebied dat de oude loop van de Hunze volgt langs de Euvelgunnerweg.
De oude verbinding tussen Roodehaan, Oude Roodehaan, Euvelgunne en Oosterhoogebrug werd vroeger gevormd door de oostelijke dijk langs de Hunze die respectievelijk Oude Roodehaansterweg en Euvelgunnerweg wordt genoemd. De Euvelgunnerweg is tegenwoordig deels fietspad.
De aansluiting van het voormalige Woldjerspoor op het regulier spoorwegennet was ter hoogte van Roodehaan. Naast de boerderij 'Hunzeheerd' zijn sporen van de oude spoordijk te vinden. Tussen 1929 en 1941 lag hier bij het gehucht een stopplaats in de Woldjerspoorweg. Bij Roodehaan ligt een camping.
Aan het Reitdiep in de gemeente Het Hogeland ligt een ander gehucht met de naam Roodehaan.
Stad: Groningen

Dorpen: Garmerwolde · Glimmen · Haren · Harkstede (deels) · Lageland · Lellens · Meerstad · Noordlaren · Onnen · Sint-Annen · Ten Boer · Ten Post · Thesinge · Winneweer · Woltersum

Buurtschappen: Achter-Thesinge · Boltklap · Bouwerschap · Bovenrijge · Dilgt · Dorkwerd · Engelbert · Emmerwolde · Essen · Euvelgunne · Felland · Harendermolen · Hemert · Hemmen · Hoogkerk · Leegkerk · Hoornsedijk · Klein Harkstede · Kröddeburen · Lageweg · Lutjewolde · Middelbert · Noorddijk · Noorderhoogebrug · Oosterdijkshorn · Oosterhoogebrug · Oude Roodehaan · Paterswolde (deels) · Ruischerbrug · Roodehaan · Slaperstil · Steerwolde · Vierverlaten · Wittewierum · Zevenhuisjes

Provincie Groningen: Steden en dorpen      Nederland: Provincies · Gemeenten